# Dart (programovací jazyk)
Dart (výslovnost [daːt]) je programovací jazyk vyvíjený společností Google, publikovaný jako otevřený software. Převážně se využívá pro web či mobilní aplikace, nicméně lze využít i na serveru nebo desktopových aplikacích.
Jedná se o objektově orientovaný, garbage collection jazyk se syntaxí podobnou jazykům Java nebo C. Dart lze kompilovat jak do strojového kódu tak do JavaScriptu.

## Historie
Dart byl představen na GOTO konferenci v Aarhus, v Dánsku 10. října 2011. Tento projekt založili Lars Bak a Kasper Lund. Verze 1.0 byla publikována 14. listopadu 2013.
V srpnu 2018 byla publikována verze 2.0, kdy hlavní novinkou byla silná typovost. Další novinka přišla s verzí 2.6 kdy díky dart2native, bylo už konečně možné kompilovat přímo do strojového kódu a nebylo potřeba mít Dart SDK pro běh programu. V roce 2021 přišla verze 2.12 ve které se Dart stal plně sound null-safe jazykem, což do té doby byl poslední velký nedostatek v porovnání s ostatními výššími programovacími jazyky.

## Použití
Jsou tři způsoby jak spouštět Dart kód
- Kompilovaný jako JavaScript
- Samostatně díky Dart SDK
- Ahead-of-time kompilace

## Nativní aplikace
Google představil framework Flutter pro vývoj nativních mobilních aplikací pro Android a iOS. Jedná se o kompletní opensource SDK napsané v Dartu s předpřipravenými widgety a nástroji pro kompletní vývoj mobilních aplikací.

## Editory
Doporučené editory pro Dart jsou hlavně VSCode nebo vývojová prostředí od JetBrains (například Android Studio či IntelliJ IDEA) díky velice udržovaným pluginům pro tento jazyk. Pro rychlé prototypování a zkoušení Dart team udělal online editor DartPad který také nabízí i zvýrazňování kódu, statickou analýzu kódu a doplňování.

## Isolates
Pro současný běh několik částí programu Dart využívá isolates, což jsou samostatné jednotky, které nesdílí paměť a komunikují přes zprávy. Každý Dart kód má minimálně jeden hlavní isolate. Od verze 2.0 Dart na webu nepodporuje více isolates a doporučuje použít spíše Web Workers.

## Příklady
Hello World! příklad:
```
void
 
main
()
 
{

  
print
(
'Hello, World!'
);

}

```

Funkce na výpočet n-tého čísla Fibonacciho posloupnosti:
```
int
 
fib
(
int
 
n
)
 
=>
 
(
n
 
>
 
2
)
 
?
 
(
fib
(
n
 
-
 
1
)
 
+
 
fib
(
n
 
-
 
2
))
 
:
 
1
;

void
 
main
()
 
{

  
print
(
'fib(20) = 
${
fib
(
20
)
}
'
);

}

```

Ukázka třídy:
```
import
 
'dart:math'
 
as
 
math
;

class
 
Point
 
{

  
final
 
num
 
x
,
 
y
;

  
Point
(
this
.
x
,
 
this
.
y
);

  
Point
.
origin
()

      
:
 
x
 
=
 
0
,

        
y
 
=
 
0
;

  
num
 
distanceTo
(
Point
 
other
)
 
{

    
var
 
dx
 
=
 
x
 
-
 
other
.
x
;

    
var
 
dy
 
=
 
y
 
-
 
other
.
y
;

    
return
 
math
.
sqrt
(
dx
 
*
 
dx
 
+
 
dy
 
*
 
dy
);

  
}

  

  
num
 
get
 
magnitude
 
=>
 
math
.
sqrt
(
x
 
*
 
x
 
+
 
y
 
*
 
y
);

  
Point
 
operator
 
+
(
Point
 
other
)
 
=>
 
Point
(
x
 
+
 
other
.
x
,
 
y
 
+
 
other
.
y
);

}

void
 
main
()
 
{

  
var
 
p1
 
=
 
Point
(
10
,
 
10
);

  
print
(
p1
.
magnitude
);

  
var
 
p2
 
=
 
Point
.
origin
();

  
var
 
distance
 
=
 
p1
.
distanceTo
(
p2
);

  
print
(
distance
);

}

```